# Villarrubia (Córdoba)
Villarrubia, también conocida como Villarrubia de Córdoba, es una barriada del municipio español de Córdoba, perteneciente al distrito Periurbano Oeste-Sierra. Se encuentra localizada al oeste del casco urbano cordobés, junto a la carretera A-431, en dirección Palma del Río.

## Historia
La localidad de Villarrubia a principios del siglo XVII pertenecía a Diego Fernando de Argote y Lasso de la Vega, xii señor de Cabriñana, hasta que el 11 de diciembre de 1614 la localidad fue concedida a su yerno Luis Manuel de Narváez-Rojas y Narváez, iv señor de Bobadilla, por mandato del rey Felipe IV. Desde entonces, y hasta el siglo XVIII, fue desapareciendo la localidad hasta quedar reducida a un cortijo. A comienzos del siglo XIX, Villarrubia aparece mencionada en el Diccionario geográfico-estadístico de España y Portugal como «despoblado secular».
En época contemporánea el desarrollo del núcleo de población de Villarrubia estuvo muy ligado a la industria azucarera, que se instaló en la zona en la primera mitad del siglo XX. La fábrica azucarera San Rafael comenzó a operar en la década de 1930, potenciando el cultivo de la remolacha azucarera en la zona. Años después se instalaron otras industrias en Villarrubia, como la fábrica San Isidro («la Pimentera»). La morfología urbana de la barriada ha estado muy influida por su ubicación, entre la carretera de Palma del Río y las vías del ferrocarril, lo que ha determinado su expansión de forma longitudinal.

## Zonas
La barriada se compone de cuatro zonas:
- Villarrubia.
- Cañada Real Soriana.
- Veredon de los Frailes.
- Cuevas de Altazar.

## Administración política
Ayuntamiento de Córdoba - Villarrubia es un barrio periférico con una autoridad presente que es el representante Personal del Alcalde.

## Cultura

### Monumentos
- Cortijo los Frailes

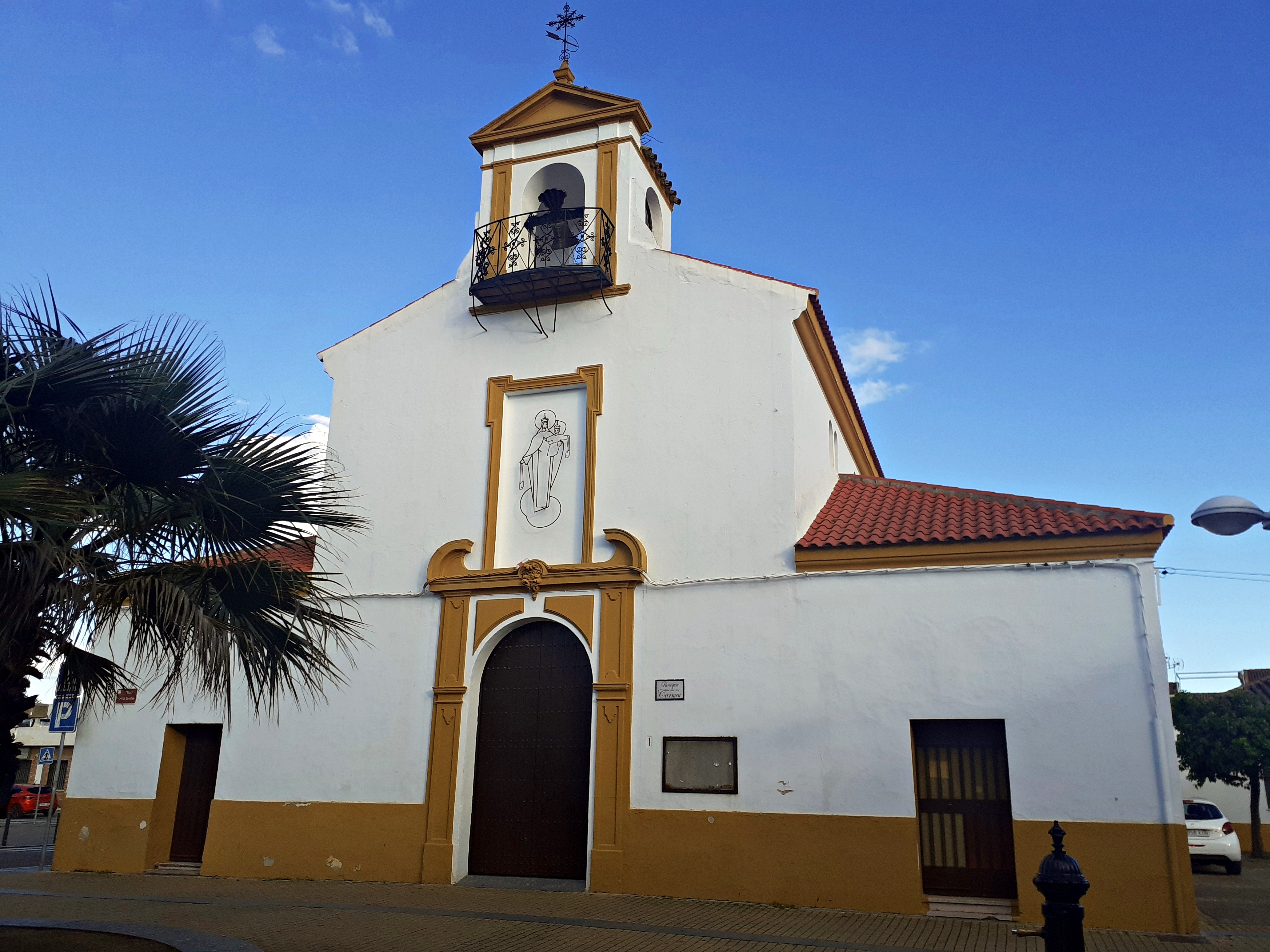
Fachada de la iglesia de Nuestra Señora del Carmen, 2024.

- Iglesia de Nuestra Señora del Carmen

### Fiestas populares
- 5 de enero - Cabalgata de los reyes magos que recorre la localidad según la tradición arrojando caramelos a los presentes.
- Febrero - Carnavales.
- 28 de febrero - Día de Andalucía, perol popular.
- 16 de julio - Día de la Virgen del Carmen, celebración de la tradicional feria del barrio (hasta el momento).
- Mayo - Cruces de Mayo.
- Noviembre - Carrera popular de la Cañada Real Soriana.